# Гродненский пивзавод
Гродненский пивзавод (бел. Гродзенскі піўзавод) — ликвидированное белорусское пивоваренное предприятие, располагавшееся в Гродно. Прекратило производство пива в 2007 году, ликвидировано как юридическое лицо в 2014 году.

## История

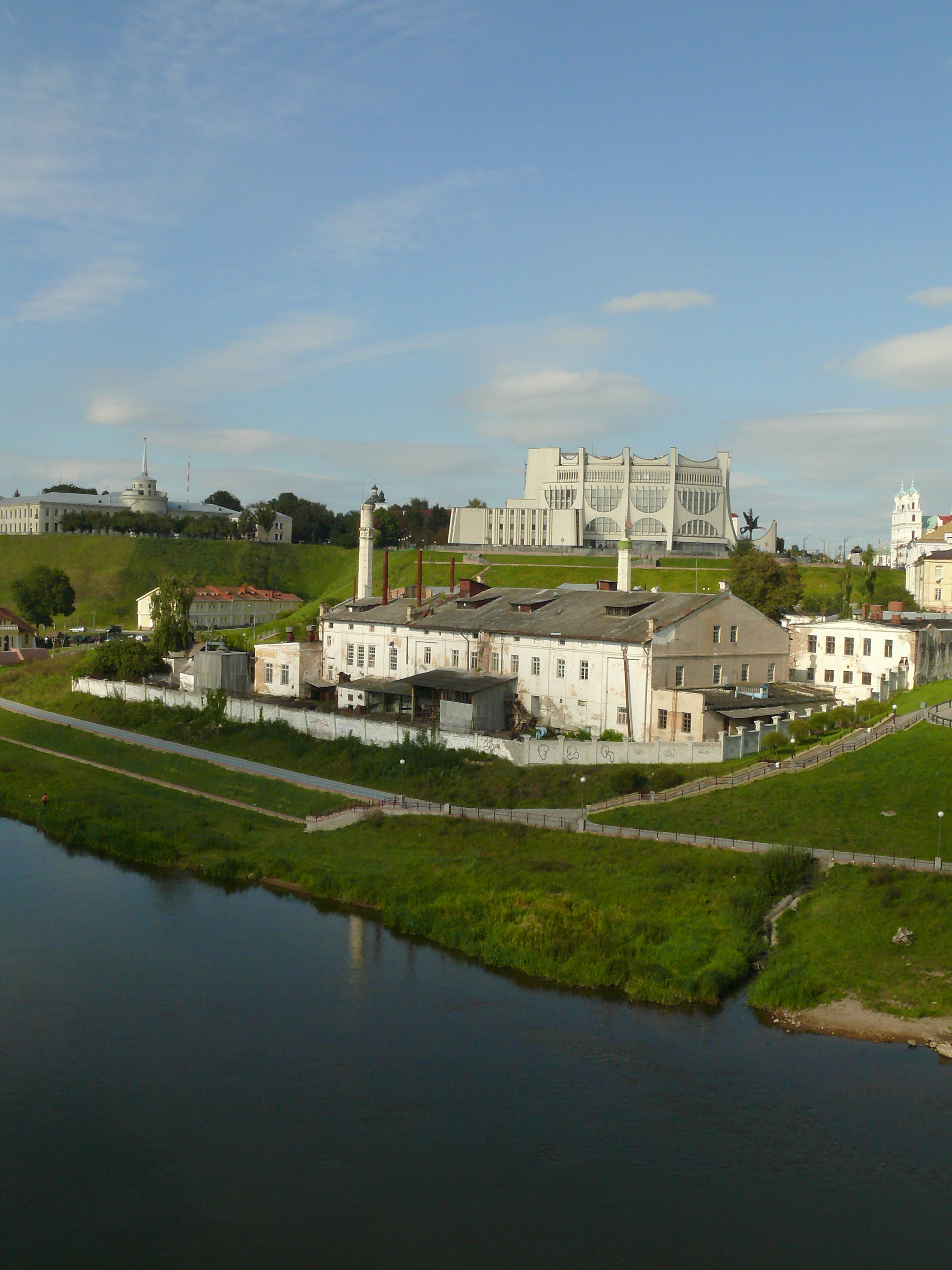
Вид на корпуса пивзавода в 2011 году.

Гродненский пивоваренный завод был основан в 1877 году купцом австрийского происхождения Иосифом (Осипом) Кунцем, который учился пивоваренному делу в Праге. Пивоварня начала работу в здании бывшего дворца Огинских в историческом центре города. В 1914 году наследники Кунца продали завод, к 1918 году владельцем завода стал купец Юдель Марголис. В 1933 году завод приобрела компания Горация Геллера. В 1939 году завод был национализирован и переименован в Гродненский государственный пивоваренный завод, входил в «Белбродтрест» (Белорусский республиканский трест бродильной промышленности), подчинялся Наркомату (с 1946 года — Министерству) пищевой промышленности БССР.
По состоянию на 2006 год производил 12 наименований пива («Белая Русь», «Вечерний Гродно», «Гродненское Юбилейное» и др.) и квас. Продукция расфасовывалась в стеклянные бутылки, ПЭТ-бутылки и кеги. На предприятии работало около 200 человек, имелось немало рабочих династий, работавших на заводе поколениями. В 2007 году производство пива на завода было прекращено. Сообщалось об интересе российской пивоваренной компании «Балтика» к покупке пивзавода, но сделка не состоялась. Юридическое лицо существовало ещё 7 лет и было ликвидировано в 2014 году. В том же году сообщалось о планах превратить здание дворцового комплекса (бывшего пивзавода) в культурно-развлекательный центр. В мае 2017 года в здании произошёл сильный пожар. К этому времени всё оборудование было вывезено с завода на металлолом.